# Otelo (Marke)

Logo seit 2012

otelo ist eine Mobilfunkmarke der Vodafone GmbH.

## Geschichte
Die Marke o.tel.o (mit zwei Punkten) gehörte in ihrer früheren Form ursprünglich zum nicht mehr existierenden gleichnamigen Telekommunikationsunternehmen O.tel.o communications, das 1999 in Arcor aufgegangen ist. Von Dezember 2006 bis Januar 2008 nutzte Arcor die Marke für einen Onlineshop unter dem Namen o.tel.o. Die Markenrechte sind danach mit Arcor an Vodafone übergegangen. Seit 2010 steht OTELO für das Vodafone-Angebot günstiger Mobilfunktarife und zugehöriger Smartphones. Hinzu kommen SIM-Karten, Surfsticks und Router.
2012 erfolgte eine Umgestaltung der Marke: Die Punkte verschwanden aus dem Namen und das Logo wurde grafisch verändert. Dem war vorausgegangen, dass der Unilever-Konzern seine seit 1985 ebenfalls geschützte gleichnamige Waschmittelmarke Otelo im Jahr 2005 aufgegeben hatte.

## Die Marke in der Werbung

Logo vor 2012

Von 2012 bis 2014 war der Fußballer Günter Netzer im Fernsehen für Otelo zu sehen. Günter Netzer trennte sich in einem ersten Werbespot vermeintlich von seiner Kult-Frisur und ließ sich scheinbar eine Glatze schneiden. 2013 gab es einen Nachfolge-Spot erneut mit Netzer unter dem Motto: „Das beste Netz hat der Netzer.“ Im Jahr 2014 wurden unter dem Motto „Lieber überall Netz als überall Netzer“ insgesamt fünf Werbespots gedreht. Dabei wird Günter Netzer in skurrilen Situationen gezeigt, z. B. beim Grillen im Friseursalon.